# حضارة نقادة الثالثة

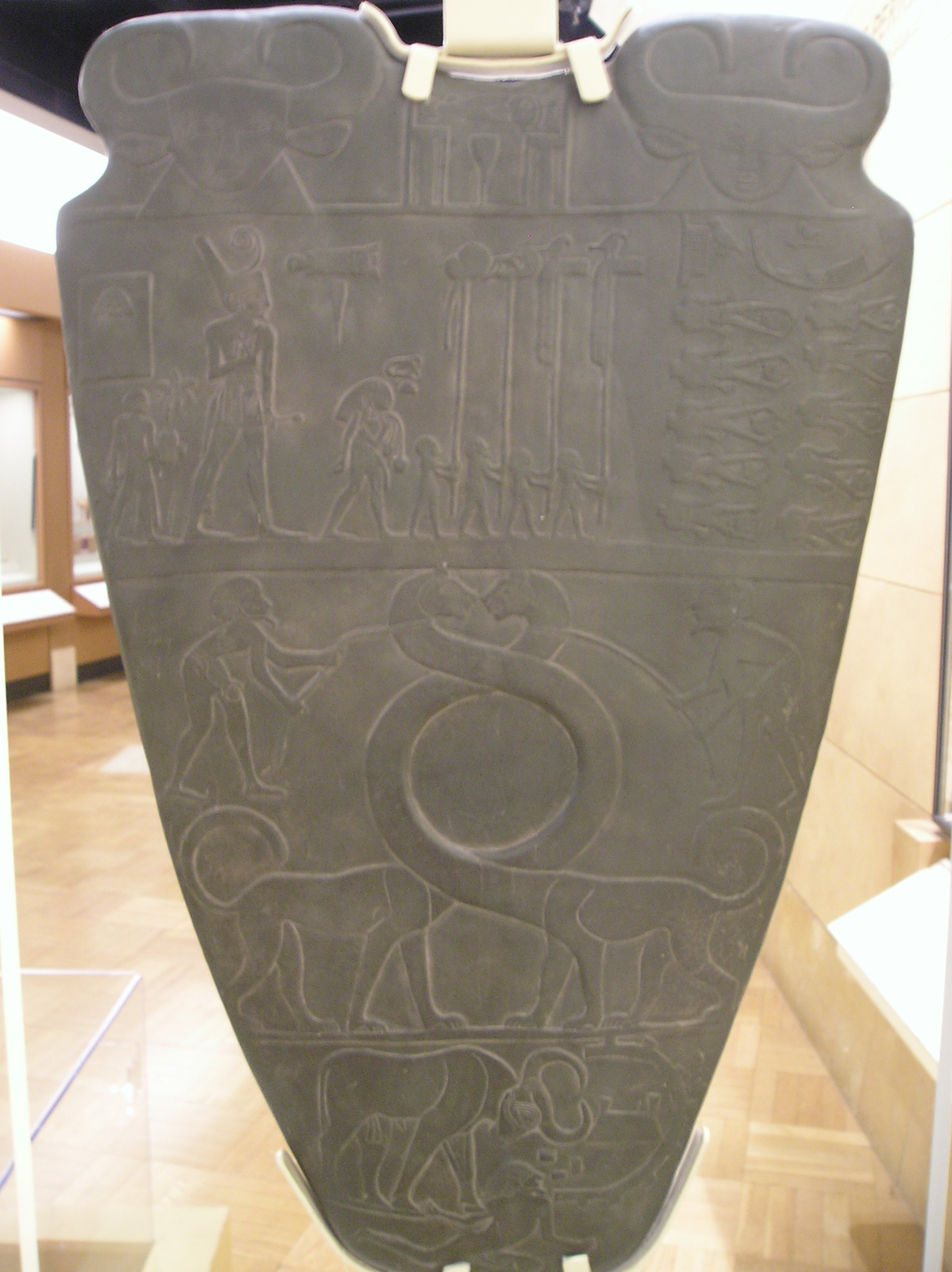
يعتقد البعض أن لوحة نارمر تمثل الاحتفال بتوحيد مصر العليا والسفلي؛ لاحظ أن صور حتحور في الأعلى والأسفل، وكذلك اللبؤات ورموز سخمت تشكل الصورة المتشابكة المركزية

نقادة الثالثة عبارة عن المرحلة الأخيرة من ثقافة نقادة في عصور ما قبل التاريخ المصري القديم، والتي يرجع تاريخها إلى ما يقرب من 3200 إلى 3000 قبل الميلاد (Shaw 2000, p. 479). وهي الفترة التي تمت خلالها عملية تشكيل الدولة، والتي كانت قد بدأت في عهد نقادة الثاني وأصبحت بادية للعيان، من خلال أسماء الملوك التي تترأس حكومات قوية. نقادة الثالث عادة ما يشار بها إلى أسرة 0 أو فترة ما قبل الأسر (Shaw 2000, p. 479) لتعكس وجود الملوك على رأس الدول ذات النفوذ، على الرغم من أن الملوك في الواقع لم تكن جزءًا من أي أسرة. وأنهم في الغالب قد لا يكون لهم علاقة تماما بذلك وربما دخلوا في منافسة مع بعضهم البعض. وقد أدرجت أسماء الملوك في شكل سرخ على مجموعة متنوعة من الأسطح بما في ذلك صناعة الفخار والمقابر.
إن فترة ما قبل الأسر في مصر القديمة كانت تتميز بعملية مستمرة للتوحيد السياسي، التي توجت بتشكيل دولة واحدة للبدء في أوائل فترة الأسر الحاكمة. وعلاوة على ذلك، في هذا الوقت تم تسجيل اللغة المصرية لأول مرة في الهيروغليفية. وهناك أيضًا أدلة أثرية قوية على أن المستوطنات المصرية في جنوب كنعان خلال فترة ما قبل الأسر التي تعتبر مستعمرات أو منفذ تجاري لإعادة التصدير.
لقد بدأ تكوين الدولة في هذه الحقبة وربما حتى في وقت سابق. حيث نشأت مختلف الدول والمدن الصغيرة على طول النيل. ثم أدت قرون الفتح إلى تقليل مصر العليا إلى ثلاث دول رئيسة هي: ثينيس (Thinis) ونقادة ونخن (Nekhen). وتقع نقادة بين ثينيس ونخن، وكانت هي أول ما سقط. ثم هزمت ثينيس مصر العليا. وعلاقة نخن مع ثينيس غير مؤكدة، ولكن تم الاندماج بين هاتين الدولتين سلميا، من خلال العائلة المالكة تينيت التي كانت تحكم كل مصر. وكان ملوك ثينيس يدفنون في أبيدوس في مقبرة أم الكعب.
ويعتبر معظم علماء المصريات أن نارمر هو الملك الأخير لهذه الفترة وأول عضو في الأسرة الأولى. وقد سبقه ما سمي الملك العقرب، وقد يشير اسمه إلى إلهة سيركيت أو مستمد منها، وهي أول من حمى الآلهة الأخرى والحكام.
حضارة نقادة الثالثة تسرد أسماء الملوك الأوائل كملاك غير معروفين لمقبرة أبيدوس B1/2 التي فسرها البعض بأنها إري-هور (Iry-Hor) والملك أ والملك ب العقرب و/أو التماسيح، وكا. والبعض الآخر يحبذ قائمة مختلفة قليلاً.
توسعت نقادة الثالثة في جميع أنحاء مصر وتميزت ببعض الأوليات المثيرة:
- أول الهيروغليفية
- أول سرد رسومي بشأن اللوحات
- أول استخدام منتظم لما يسمى السرخ
- أول مقابر ملكية حقاً
- وربما أول ري للحقول الزراعية

## وصلات خارجية
- "Unification Theories"، Digital Egypt، UK: UCL، مؤرشف من الأصل في 2012-08-09.